# 長野県立大学

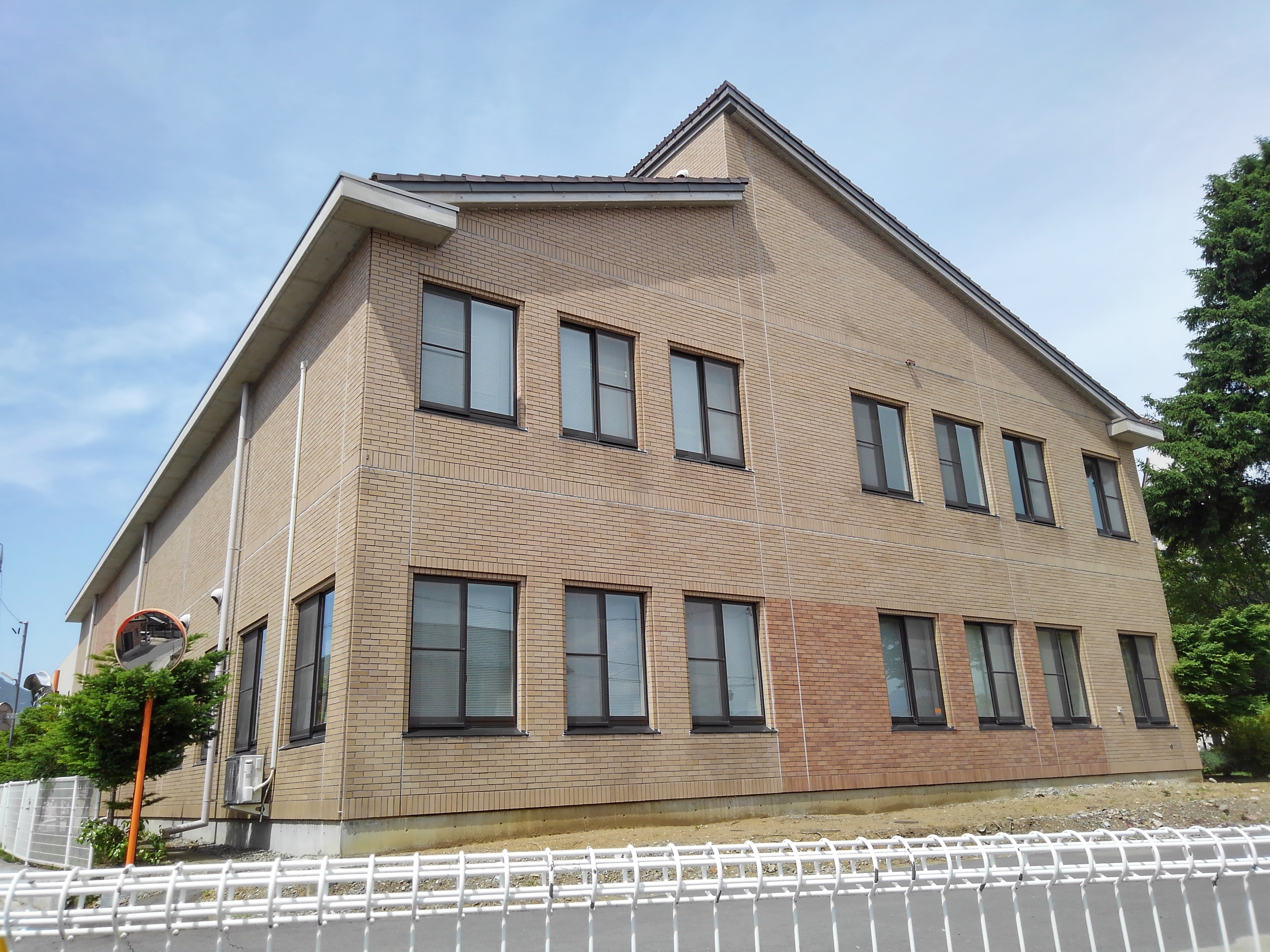
図書館（短大から継承）

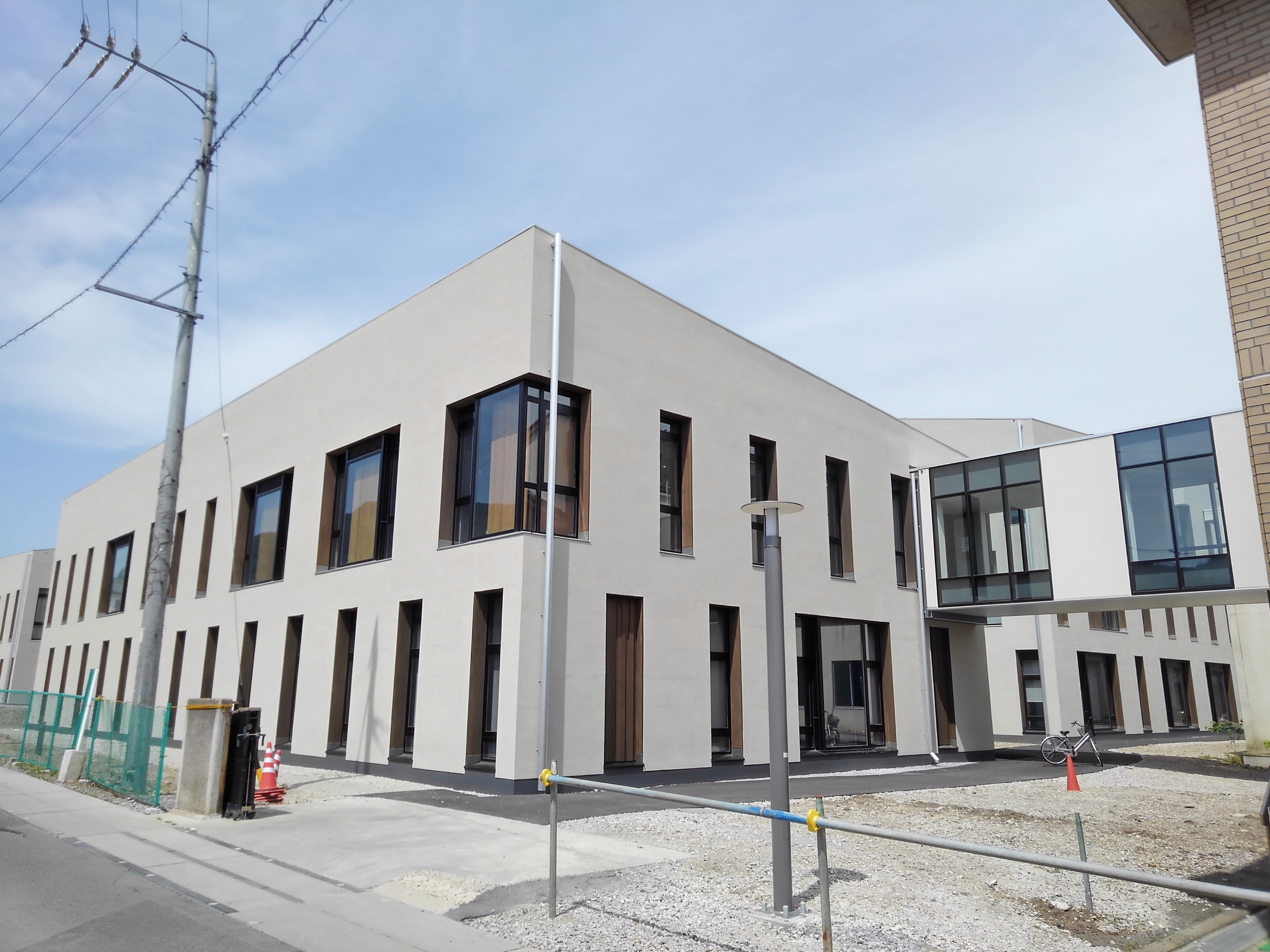
図書館新棟

長野県立大学（ながのけんりつだいがく、英語: The University of Nagano、公用語表記: 長野県立大学）は、長野県長野市三輪に本部を置く長野県の公立大学。2018年大学設置。大学の略称は県大。

## 概要
1950年（昭和25年）創立の長野県短期大学を改組（2017年（平成29年）募集停止）し、2018年（平成30年）4月に4年制化して開学した大学である。
1年次は全寮制でコミュニケーション力や社会性などを身につけ、2年次は全員参加の海外プログラムで国際性や語学力を高めるとしている。ソーシャルビジネスを中心とする起業促進にも力を入れており、そのためのコースやセンターを設けている（「学部・付属機関」参照）。

## 沿革
- 2018年
  - 4月1日 - 長野県立大学として開学。
  - 7月10日 - 長野市と、短大時代からの協力を維持・拡大する包括連携協定を結ぶ[3]。
- 2019年
  - 2月5日 - 長野県および日本ユニシスと、地域の課題を解決するソーシャル・イノベーションで連携する協定を締結[4]。
  - 11月8日 - KDDI、一般社団法人長野ITコラボレーションプラットフォーム（NICOLLAP）と包括連携協定を締結[5]。
- 2022年
  - 4月1日 - 大学院と専門職大学院を設置。大学院は健康栄養科学研究科(修士)、専門職大学院はソーシャル・イノベーション研究科(専門職)[6]。

## 教育および研究

### 学部

#### グローバルマネジメント学部
- グローバルマネジメント学科
  - グローバル・ビジネスコース
  - 企(起)業家コース
  - 公共経営コース

#### 健康発達学部
- 食健康学科
- こども学科

### 研究科

#### 健康栄養科学研究科
- 健康栄養科学専攻 (修士)

#### ソーシャル・イノベーション研究科 (専門職大学院)
- ソーシャル・イノベーション専攻

### 付属機関
- グローバルセンター
- ソーシャル・イノベーション創出センター
- キャリアセンター
- 学生サポートセンター
- 象山寮

### 取得資格について
- 教職課程
  - 幼稚園教諭一種免許状：こども学科
  - 栄養教諭一種免許状：食健康学科
- 資格
  - 栄養士：食健康学科
  - 管理栄養士国家試験受験資格：食健康学科
  - 保育士：こども学科

## 交通アクセス
- 三輪キャンパス（旧長野県短期大学校地）

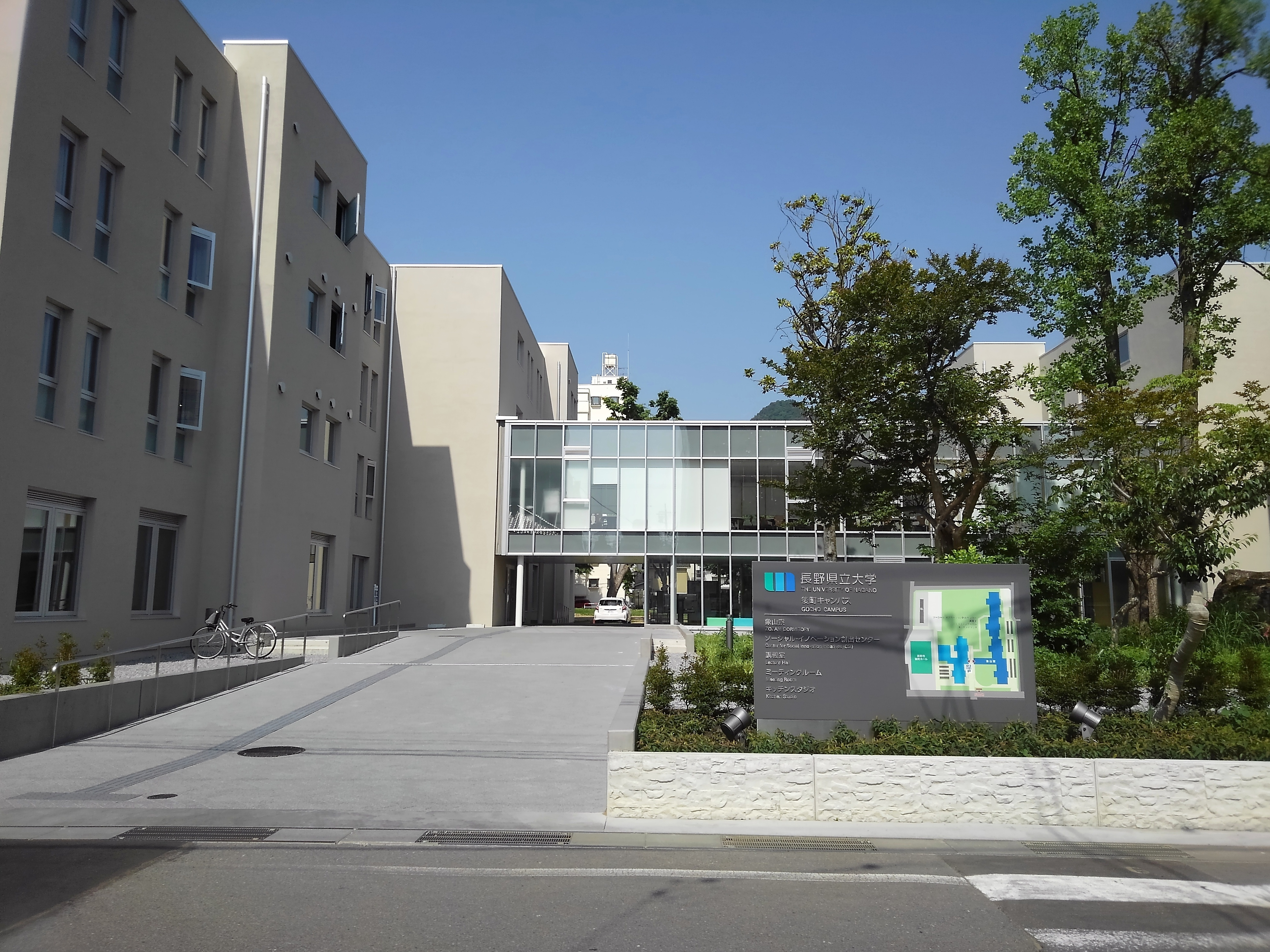
後町キャンパス

  - JR長野駅 善光寺口より乗り換え、長野電鉄・長野駅乗車、本郷駅下車、徒歩約10分
  - JR長野駅　善光寺口 6番バスのりば 長電バス乗車、「城山団地」にて下車、徒歩約5分
- 後町キャンパス（旧長野市立後町小学校校地）
  - JR長野駅 善光寺口より乗り換え、長野電鉄・長野駅乗車、権堂駅下車、徒歩約8分
  - JR長野駅 善光寺口 4番バスのりば 中心市街地循環バスぐるりん号・乗車、「権堂入口」バス停下車、徒歩約2分

## 大学関係者と組織

### 理事長
- 初代 - 安藤国威
- 第2代(現在) - 佐藤慎次郎

### 学長
- 初代(現在) - 金田一真澄

### 同窓会
六鈴会：前身の長野県短期大学の時に結成され、大学に移行した現在も活動している。

## 対外関係

### 海外協定校
- アメリカ合衆国
  - ミズーリ大学セントルイス校

### 国内協定校
- 信州大学
- 長野工業高等専門学校

### その他
- 高等教育コンソーシアム信州

## 備考
- 長野県立大学の英語表記はThe university of Naganoであり、長野大学の英語表記はNagano universityである。両大学の混同を避けるために、長野県立大学の英語表記にはTheを冠している。